# 夏日大作戰
《夏日大作戰》是於2009年上映的日本科幻暨浪漫電影，其中由細田守擔任動畫導演，MADHOUSE負責動畫製作並由華納兄弟負責發行。劇本由奥寺佐渡子撰寫，並邀請了神木隆之介、櫻庭奈奈美、谷村美月、富司純子和齋藤步等人擔任配音演員。地圖工作室成立後，作品版權現歸於地圖工作室。
本作為細田守繼《數碼寶貝大冒險 我們的戰爭遊戲！》後，第2部有關網路世界的作品，亦是繼《跳躍吧！時空少女》（2006年）後，第2部執導的個人原創長篇動畫電影。細田守接受媒體訪談期間，說明《夏日大作戰》是他透過和妻子家族的交流、婚姻生活的體驗，重新感受到親情之間的微妙互動與連結，繼而成為電影的創作靈感來源。電影主要描述一名膽小的高二數學天才小磯健二在學姊篠原夏希的拜託之下，一同前往她祖母位於上田市的宅邸來慶祝曾祖母的90歲生日所發生的一連串故事。健二在偶然的機遇下解開一個奇妙的數列問題，之後便被誤認為是入侵虛擬世界「OZ」並造成虛擬與現實世界嚴重混亂的駭客，實際上這是虛擬人工智慧系統的陰謀。健二必須盡自己所有的能力來修復虛擬世界的破壞，並且與眾人一起阻止人工智慧系統對現實生活造成更加嚴重的破壞。
《夏日大作戰》上映後普遍獲得評論界和觀眾的好評，在爛番茄獲得平均76%的好評指數，影評人針對動畫場景、戰鬥場面、世界觀、角色塑造、主題概念給予正面評價，劇情的部份則同時有褒貶兩方的聲音。後來細田守和製作團隊成員在製作同樣涉及網路世界題材、於2021年上映的電影《龍與雀斑公主》期間，《夏日大作戰》亦對細田守設定電影的世界觀產生影響。

## 劇情
故事發生在一個大型虛擬世界「OZ」成為主流的世界，有超過十億人使用、並在那個虛擬世界中有分身角色。「OZ」不僅是提供大眾娛樂、社交、商業交易、競賽、新聞訊息、政府發布公告和辦理行政手續等多重功能的網路平台，還和全世界的電子系統密切相關。而擅長數學的男主角小磯健二則和好友佐久間敬共同擔任OZ的低階管理員。暑假期間，健二所暗戀的美女學姐、本作的女主角篠原夏希的曾祖母陣內榮即將過九十歲大壽，由於夏希答應了曾祖母要找到一名值得信賴的男朋友，便找上健二和佐久間敬，請求兩者其一幫忙冒充男友，為了決定人選，健二與佐久間敬透過猜拳爭取資格，最終由健二勝出。佐久間敬同意在健二未執勤期間協助管理工作後，健二便在夏希的帶領下，抵達夏希所屬的陣內家族位於長野縣上田市的祖宅，認識陣內家族的相關人員和接受招待，他還意外得知陣內家族的成員之一、同時是夏希的叔公阵内侘助數年前變賣家族土地後出走的消息。不請自來的侘助和多數陣內家族成員互動緊張，僅有曾祖母陣內榮和夏希接受侘助的到來。
健二借宿在陣內家族的祖宅，在籌備壽宴的前夕，他在自己手機上收到一封藏有密碼的電子郵件，出於好奇便利用自己的數學天分解開代碼，並且毫不懷疑地將結果回傳到寄件人手中，隨後OZ發生了一起網路入侵案件，解開密碼的健二不但被奪去管理員帳號，還意外成為網路罪犯。這起事件造成陣內家族的成員對健二產生負面觀感，隨後健二與夏希也因為被拆穿冒充情侶的事情，被曾祖母陣內榮說教。為了調查出犯人的身份解決事件，健二委託佐久間敬代為申請「OZ」的備用帳號和進行遠程支援。
由於OZ遭到入侵，全世界的電子系統大亂，GPS無法使用、基礎設施遭到破壞、交通堵塞嚴重、消防和醫療通訊管道崩潰，過度依賴OZ的人們一籌莫展。在此時、沒有在使用OZ的曾祖母陣內榮得知這個狀況後，認為日本正處於戰爭狀態，便一一打電話聯繫自己的親屬和她於過去所認識、且在社會中有著重要地位的人物，嘗試激勵他們對於這次混亂情況作出緊急因應。這段期間叔公侘助坦承自己是親自開發造成這一切混亂的人工智慧駭客系統——「Love Machine」的開發者，引起陣內家族的成員譁然。因为曾祖母的生理監控系統也依赖于OZ，于是在OZ陷入混乱后系统無法正常通訊下，次日凌晨曾祖母便因為心絞痛發作却無法即時服药而辞世。原本針對健二、侘助而產生意見分歧的陣內家族，因為曾祖母生前預留的遺筆信，決定齊心同力克服難關，而被當作犯人的健二也追查出犯人「Love Machine」的目標和意圖，根据叔公侘助的提议，提出利用「Love Machine」貪玩特性以花札賭博，以家族全部「OZ」帳號來賭回被盜取的「OZ」帳號，雖然曾一度失誤而輸掉大量賭本，但全世界的OZ使用者受到了號召，紛紛貢獻自己帳號作為繼續下注的賭本，最後夏希以純熟的玩法奪回了幾乎全部被盜帳號。
「Love Machine」在不甘心之下，控制了一個返回式衛星的「OZ」控制帳號試圖讓人造衛星墜落陣內家作為報復，結果健二利用自己的數學能力修改衛星GPS參數以修改著落點使其偏軌遠離陣內家，而「Love Machine」控制的主帳號也被挫敗摧毀。軌道偏離的衛星最终墜落在陣內祖宅旁，砸出一個溫泉眼。「OZ」的混亂事件落幕後，侘助作為開發「Love Machine」的關鍵人物正式自首，將軍方放置「Love Machine」進入「OZ」實驗的真相公諸於世，而陣內家族按照曾祖母的遺願召開了一場冥誕與追思會，已經愛上健二的夏希也在最後給了健二臉頰之吻。

## 角色

### 介紹
小磯健二
本作男主角，一名具有數學天分的高中二年級17岁學生，虽然落败了日本數學奧林匹克代表決賽，但却凭借这一天赋阻止了Love Machine。父母親長期在海外工作，独自生活。不擅长于人際之間的互動，性格略显孤僻。与佐久間敬为好友，一同担任「OZ」的低階管理員，对学姐篠原夏希有好感。準備出席夏希曾祖母的壽宴前夕，因為收到藏有密碼的電子郵件，意外解開後回傳給寄件者（不過由於最後一個字母打錯所以並不是正確解答），造成「OZ」和全世界的電子系統陷入嚴重混亂，為了解決此次混亂與夏希、好友和陣內家族攜手合作，最終成功破解「Love Machine」的危機，同時博得夏希的感情。
本身於「OZ」中的初始角色形象為擁有老鼠耳朵的男孩，被「Love Machine」奪走帳號後透過佐久間敬申請備用帳號，改為穿著T恤的黃色松鼠。小說版和漫畫版結局中的健二表現和電影版有些微差別：岩井恭平著作小說版結局中，健二在「Love Machine」引發的危機落幕後，為了向警方自首說明OZ暗號解讀事件始末，決定回來時再向夏希告白，搭乘理一的機車邊車離開陣內宅邸。杉基鮭魚子繪製的漫畫版番外篇中，補述健二在「OZ」事件落幕後，得知夏希為了跟他在一起、選擇以東大文組科系為目標感到驚訝。
篠原夏希
本作女主角，一名總是開朗且充滿自信的18岁高中三年級學生，與作為好友的小磯健二一樣就讀於久遠寺高中，並在校園中如同偶像般的存在。出生於1992年7月19日，為了能夠讓自己喜愛的祖母能夠在90歲生日上有所驚喜，決定帶著健二與自己的家人見面並謊稱是未婚夫，而隨著事情的經過也漸漸對健二本人有所興趣。很擅長玩花札，過去初戀的對象則是自己的叔公陣內侘助。平時受到整個陣內家族成員的關愛，而作為未成年孩子中最大的女孩也負責照顧其他孩子或者幫助家族年長成員。雖然對於電腦科技並不太了解，但在電影中展現出她對於玩遊戲的天份，而在陣內家族和「Love Machine」第三次交戰中扮演了極為重要的角色。本身於「OZ」中的角色形象為穿著和服的獸耳女孩。
小說版和漫畫版結局中的夏希表現和電影版有些微差別：岩井恭平著作小說版結局中，夏希在陣內家宅邸等候向警方說明事件過程的健二歸來；杉基鮭魚子繪製的漫畫版番外篇中，補述夏希在「OZ」事件落幕後退出劍道部參加補習，同時立志考上東大文組科系。
佐久間敬
小磯健二的好友，高中二年級17岁學生，同樣就讀於久遠寺高中，和健二同個社團（物理社），一同担任「OZ」的低階管理員。故事開頭在與小磯健二的猜拳中落敗，留守在學校的物理社教室，協助健二與陣內家族共同阻止了Love Machine。「OZ」中的角色形象則是戴著眼鏡的猴子。
池澤佳主馬
篠原夏希在陣內家族次男一家的13岁表弟，同時也是「OZ」虛擬世界中著名的網路格鬥遊戲冠軍「King Kazma」的操縱者，在「OZ」的角色形象是穿著紅色背心和灰黑色長褲的白兔。平常就像隱蔽青年般總是在自己的房間內使用電腦，並以自己的戰鬥才華為基礎操縱「King Kazma」在「OZ」裡贏得多場格鬥比賽。不過每天都會定時離開自己的房間，在他的祖父陣內萬助陪伴之下透過「OZ」練習少林拳法。實際上自己也能夠獨自一人開發遊戲，並取得數張與遊戲相關的專業執照。在電影中則操作「King Kazma」，多次與「Love Machine」進行交戰。
陣內榮
篠原夏希的曾祖母，雖然已經89岁但相當有活力，為從日本戰國時代延續到今日的陣內一家第16代當主，同時也是陣內家族的重要精神領導人物，8月1日生日。過去陣內家的所有成員都曾或多或少接受過她的教誨，而儘管現在年事已高仍能夠與家人一同工作。而故事的發生背景則是為了慶祝其即將到來的90歲生日。在這一生之中因為擔任教師而交友極為廣泛，其中不少人都是日本各領域的高官要職，彼此之間都有所聯絡。本人玩花札的技術亦十分的強，在電影之中也數度與他人比賽的場景出現。在故事中盤因為OZ發生混亂而過世，享壽89歲又364天。事件落幕後陣內家族依照她的遺願舉辦冥誕與追思會。
陣內侘助
篠原夏希其41岁的叔公，專長於電腦軟體的開發並擔任了美国卡內基美隆大學的教授，同時也是「Love Machine」的設計者。故事中為篠原夏希的初戀對象，人物設定則是以早期動作片演員松田優作為概念。本身為陣內家族已逝曾祖父陣內德衛的私生子，後來則由陣內榮所收養並深切照顧著，十年前私售家族土地離家，利用所得資金開發「Love Machine」兼以此與軍方交易。其實本人就家族關係部分與夏希、佳主馬年齡相距甚遠的祖父們為同輩分，但是實際上與包括雪子等榮的孫植輩則是同世代共同生活著。虽然陣內侘助與夏希、陣內榮以外的親戚有不和，但是他本人仍然十分深深關心著包含榮在內家族成員的狀況。陣內榮也一直关心着陣內侘助。
篠原雪子
篠原夏希其47岁的母親，同時也是萬藏的長女。
篠原和雄
篠原夏希其55岁的父親，擔任東京都水道局局員一職。
陣內萬理子
陣內榮其71岁的長女，主要擔任家庭主婦來打理家族的各項事宜，後期向陣內家族成員宣讀榮的遺書。「OZ」中的角色形象則是有著太陽樣貌的人物。
陣內理香
陣內萬理子其42岁的長女，於上田市市政廳擔任公職人員。
陣內理一
陣內萬理子其41岁的長子，同時是日本陸上自衛隊成員之一，平時跟隨部隊駐紮在東京市谷當地的軍事基地中，在陣內家族對抗「Love Machine」期間，利用軍用訊號車支援健二與陣內家族。「OZ」中的角色形象則是不知名的淺綠色生物。
陣內萬助
陣內榮其70岁的次男，同時也是池澤佳主馬的外祖父。平日於新潟漁港經營水産業並擁有自己的漁船，本人在當地魚市場之中也有一定的威望，在榮即將渡過90歲生日時準備大量魷魚來慶生。在空閒時候會透過「OZ」來教導孫子佳主馬少林寺拳法，「OZ」中的角色形象是魷魚忍者。
陣內太助
陣內萬助其45岁的長男，是陣內電器店的店主，主要客戶則是附近公共機關的設備更新與補充訂單。在陣內家族對抗「Love Machine」期間，提供大型電腦主機讓健二與陣內家族連結網路圍困「Love Machine」。「OZ」中的角色形象是穿著如同牛仔服飾的鰻魚。
陣内翔太
陣內太助其21岁的長男，是一名警察（Police officer），不過常常拿自己私人的白色馬自達RX-7作為警務車使用。在篠原夏希出生後便不斷看著她成長，因此對於小磯健二的突然出現感到不滿。榮過世後，因為在健二等人對抗「Love Machine」期間挪用冷卻大型電腦線路的冰塊維持榮的遺體，造成大型電腦主機因為過熱超過負荷，無法維持圍困「Love Machine」的電子圍城令作戰計畫失敗。「OZ」中的角色形象是孫悟空。
三輪直美
陣內萬助其42岁的長女，已經與前夫離婚，「OZ」中的角色形象是豹耳女郎。
池澤聖美
陣內萬助其39岁的次女，為佳主馬的母親。在名古屋市擔任健護人員一職，而在電影中則懷有一名8個月大小的女兒。
陣內萬作
陣內榮其68岁的三男，是一名內科醫生，平時負責照顧榮的健康狀況並給予處方藥醫治，並且透過手機隨時監控榮的身體機能。「OZ」中的角色形象是藥丸樣貌的醫生。
陣內賴彥
陣內萬作其45岁的長男，於松本市消防署擔任緊急醫療救護技術員一職。「OZ」中的角色形象是鬥牛犬。
陣內典子
陣內賴彥其37岁的妻子，「OZ」中的角色形象是大熊貓。
陣內真緒
陣內賴彥其9岁的長女。
陣內真悟
陣內賴彥其6岁的長男，與堂弟陣內祐平的關係十分好。
陣內邦彥
陣內萬作其42岁的次男，於諏訪市的消防署擔任消防隊隊長一職。
陣內奈奈
陣內邦彥其32岁的妻子。
陣內加奈
陣內邦彥其2岁的長女。
陣內克彥
陣內萬作其40岁的三男，於上田市消防署擔任特別救助隊隊員一職。
陣內由美
陣內克彥其38岁的妻子。
陣內了平
陣內克彥其17岁的長男，是上田高校棒球部的王牌投手。
陣內祐平
陣內克彥其7岁次男，與堂兄陣內真悟的感情很好。
約翰&洋子
「OZ」的守護者，外型是一藍一粉的兩條鯨魚，劇情後期提供虛擬裝備給對抗「Love Machine」的夏希，成為擊敗「Love Machine」的其中一個關鍵。
「Love Machine」
本作的核心反派，本體是陣內侘助設計、被軍方放進「OZ」的高階人工智慧駭客系統，喜歡比賽，是造成「OZ」和全世界電子系統陷入混亂的罪魁禍首。後來被健二等人為首的勢力合作擊潰。

### 配音員
| 角色                                     | 配音       | 配音   | 配音   | 配音              |
| 角色                                     | 日本       | 臺灣   | 香港   | 美国              |
| ---------------------------------------- | ---------- | ------ | ------ | ----------------- |
| 小磯健二（こいそ けんじ）                | 神木隆之介 | 何志威 |        | 麥可·新特奈拉斯   |
| 篠原夏希（しのはら なつき）              | 櫻庭奈奈美 | 楊凱凱 | 顧詠雪 | 布萊娜·帕雷西亞   |
| 佐久間敬（さくま たかし）                | 横川貴大   | 黃天佑 | 張振熙 | 陶德·哈伯克恩     |
| 池澤佳主馬（いけざわ かずま）            | 谷村美月   | 雷碧文 | 姜嘉蕾 | 瑪柯希·懷特希德   |
| 陣內榮（じんのうち さかえ）              | 富司純子   | 馮美麗 | 陳安瑩 | 潘·道荷緹         |
| 陣內侘助（じんのうち わびすけ）          | 斎藤歩     | 吳文民 | 陳健豪 | J·邁克爾·塔唐     |
| 篠原雪子（しのはら ゆきこ）              | 谷川清美   | 劉凱寧 | 莊巧兒 | 安泰希亞·蒙諾茲   |
| 篠原和雄（しのはら かずお）              | 佐佐木睦   | 何志威 | 蔡忠衛 | 比爾·詹金斯       |
| 陣内万理子（じんのうち まりこ）          | 信澤三惠子 | 龍顯蕙 | 王惠珠 | 雪莉·克林-布拉克  |
| 陣內理香（じんのうち りか）              | 玉川砂記子 | 錢欣郁 | 陳雪瑩 | 賽希亞·柯蘭茲     |
| 陣內理一（じんのうち りいち）            | 桐本拓哉   | 黃天佑 | 李家傑 | 查克·賀伯         |
| 陣內萬助（じんのうち まんすけ）          | 永井一郎   | 林谷珍 | 黃志明 | 約翰·史瓦歇       |
| 陣內太助（じんのうち たすけ）            | 小林隆     | 吳文民 | 黎家希 | 約翰·布爾格米爾   |
| 陣內翔太（じんのうち しょうた）          | 清水優     | 梁興昌 | 陳漢祺 | 米克·馬克法爾蘭   |
| 三輪直美（みわ なおみ）                  | 山像香     | 雷碧文 | 鄭家蕙 | 雷蒂婭·馬克雷     |
| 池澤聖美（いけざわ きよみ）              | 田村たがめ | 龍顯蕙 | 王夢華 | 珍妮弗·瑟曼       |
| 池沢佳主馬的父親（いけざわかずまのちち） | 羽鳥慎一   | 何志威 | 譚漢華 |                   |
| 陣內萬作（じんのうち まんさく）          | 中村正     |        | 袁德基 | 貝瑞·揚德爾       |
| 陣內賴彥（じんのうち よりひこ）          | 田中要次   |        | 簡懷甄 | 罗伯特·馬克倫     |
| 陣內典子（じんのうち のりこ）            | 金沢映子   | 馮美麗 |        | 科琳·克林肯伯德   |
| 陣內真緒（じんのうち まお）              | 諸星堇     | 雷碧文 |        | 雪拉米·雷         |
| 陣內真悟（じんのうち しんご）            | 今井悠貴   |        |        | 艾莉森·維克托林   |
| 陣內邦彥（じんのうち くにひこ）          | 中村橋弥   |        | 黃尉斯 | 派崔克·謝特茲     |
| 阵内奈奈（じんのうち なな）              | 高久千草   |        |        | 凱特琳·格拉斯     |
| 陣内加奈（じんのうち かな）              | 皆川陽菜乃 |        |        | 蒂亞·巴拉爾德     |
| 陣內克彥（じんのうち かつひこ）          | 板倉光隆   |        |        | 克里斯托弗·沙巴特 |
| 陣內由美（じんのうち ゆみ）              | 仲里依紗   | 劉凱寧 | 莎拉   | 莫妮卡·李爾       |
| 陣內了平（じんのうち りょうへい）        | 安達直人   | 何志威 |        | 傑森·雷貝爾特     |
| 陣內祐平（じんのうち ゆうへい）          | 太田力斗   | 龍顯蕙 |        |                   |

### 阵内家家族族谱
|                  |                  |                  |                  |                  |                  |  |  |                  |                  |                  |                  |                  |                  |  |  | 篠原和雄（55） |                |                |                |                |                |  |  |                  |                  |                  |                  |                  |                  |
|                  |                  |                  |                  |                  |                  |  |  |                  |                  |                  |                  |                  |                  |  |  |                |                |                |                |                |                |  |  | 篠原夏希（18）   |                  |                  |                  |                  |                  |
|                  |                  |                  |                  |                  |                  |  |  |                  |                  |                  |                  |                  |                  |  |  |                |                |                |                |                |                |  |  |                  |                  |                  |                  |                  |                  |
|                  |                  |                  |                  |                  |                  |  |  | 陣內萬藏（已逝） | 陣內萬藏（已逝） | 陣內萬藏（已逝） | 陣內萬藏（已逝） | 陣內萬藏（已逝） | 陣內萬藏（已逝） |  |  | 篠原雪子（47） | 篠原雪子（47） | 篠原雪子（47） | 篠原雪子（47） | 篠原雪子（47） | 篠原雪子（47） |  |  |                  |                  |                  |                  |                  |                  |
|                  |                  |                  |                  |                  |                  |  |  | 陣內萬藏（已逝） | 陣內萬藏（已逝） | 陣內萬藏（已逝） | 陣內萬藏（已逝） | 陣內萬藏（已逝） | 陣內萬藏（已逝） |  |  | 篠原雪子（47） | 篠原雪子（47） | 篠原雪子（47） | 篠原雪子（47） | 篠原雪子（47） | 篠原雪子（47） |  |  |                  |                  |                  |                  |                  |                  |
|                  |                  |                  |                  |                  |                  |  |  |                  |                  |                  |                  |                  |                  |  |  | 陣內理香（42） |                |                |                |                |                |  |  |                  |                  |                  |                  |                  |                  |
|                  |                  |                  |                  |                  |                  |  |  |                  |                  |                  |                  |                  |                  |  |  |                |                |                |                |                |                |  |  |                  |                  |                  |                  |                  |                  |
|                  |                  |                  |                  |                  |                  |  |  | 陣內萬理子（71） |                  |                  |                  |                  |                  |  |  |                |                |                |                |                |                |  |  |                  |                  |                  |                  |                  |                  |
|                  |                  |                  |                  |                  |                  |  |  |                  |                  |                  |                  |                  |                  |  |  |                |                |                |                |                |                |  |  |                  |                  |                  |                  |                  |                  |
|                  |                  |                  |                  |                  |                  |  |  |                  |                  |                  |                  |                  |                  |  |  | 陣內理一（41） |                |                |                |                |                |  |  |                  |                  |                  |                  |                  |                  |
|                  |                  |                  |                  |                  |                  |  |  |                  |                  |                  |                  |                  |                  |  |  |                |                |                |                |                |                |  |  |                  |                  |                  |                  |                  |                  |
|                  |                  |                  |                  |                  |                  |  |  |                  |                  |                  |                  |                  |                  |  |  | 陣內太助（45） | 陣內太助（45） | 陣內太助（45） | 陣內太助（45） | 陣內太助（45） | 陣內太助（45） |  |  | 陣內翔太（21）   | 陣內翔太（21）   | 陣內翔太（21）   | 陣內翔太（21）   | 陣內翔太（21）   | 陣內翔太（21）   |
|                  |                  |                  |                  |                  |                  |  |  |                  |                  |                  |                  |                  |                  |  |  | 陣內太助（45） | 陣內太助（45） | 陣內太助（45） | 陣內太助（45） | 陣內太助（45） | 陣內太助（45） |  |  | 陣內翔太（21）   | 陣內翔太（21）   | 陣內翔太（21）   | 陣內翔太（21）   | 陣內翔太（21）   | 陣內翔太（21）   |
|                  |                  |                  |                  |                  |                  |  |  | 陣內萬助（70）   | 陣內萬助（70）   | 陣內萬助（70）   | 陣內萬助（70）   | 陣內萬助（70）   | 陣內萬助（70）   |  |  | 三輪直美（42） | 三輪直美（42） | 三輪直美（42） | 三輪直美（42） | 三輪直美（42） | 三輪直美（42） |  |  |                  |                  |                  |                  |                  |                  |
|                  |                  |                  |                  |                  |                  |  |  | 陣內萬助（70）   | 陣內萬助（70）   | 陣內萬助（70）   | 陣內萬助（70）   | 陣內萬助（70）   | 陣內萬助（70）   |  |  | 三輪直美（42） | 三輪直美（42） | 三輪直美（42） | 三輪直美（42） | 三輪直美（42） | 三輪直美（42） |  |  |                  |                  |                  |                  |                  |                  |
| 陣內榮（已逝89） | 陣內榮（已逝89） | 陣內榮（已逝89） | 陣內榮（已逝89） | 陣內榮（已逝89） | 陣內榮（已逝89） |  |  |                  |                  |                  |                  |                  |                  |  |  | 池澤聖美（39） | 池澤聖美（39） | 池澤聖美（39） | 池澤聖美（39） | 池澤聖美（39） | 池澤聖美（39） |  |  | 池澤佳主馬（13） | 池澤佳主馬（13） | 池澤佳主馬（13） | 池澤佳主馬（13） | 池澤佳主馬（13） | 池澤佳主馬（13） |
| 陣內榮（已逝89） | 陣內榮（已逝89） | 陣內榮（已逝89） | 陣內榮（已逝89） | 陣內榮（已逝89） | 陣內榮（已逝89） |  |  |                  |                  |                  |                  |                  |                  |  |  | 池澤聖美（39） | 池澤聖美（39） | 池澤聖美（39） | 池澤聖美（39） | 池澤聖美（39） | 池澤聖美（39） |  |  | 池澤佳主馬（13） | 池澤佳主馬（13） | 池澤佳主馬（13） | 池澤佳主馬（13） | 池澤佳主馬（13） | 池澤佳主馬（13） |
|                  |                  |                  |                  |                  |                  |  |  |                  |                  |                  |                  |                  |                  |  |  | 陣內賴彥（45） | 陣內賴彥（45） | 陣內賴彥（45） | 陣內賴彥（45） | 陣內賴彥（45） | 陣內賴彥（45） |  |  | 陣內真緒（9）    | 陣內真緒（9）    | 陣內真緒（9）    | 陣內真緒（9）    | 陣內真緒（9）    | 陣內真緒（9）    |
|                  |                  |                  |                  |                  |                  |  |  |                  |                  |                  |                  |                  |                  |  |  | 陣內賴彥（45） | 陣內賴彥（45） | 陣內賴彥（45） | 陣內賴彥（45） | 陣內賴彥（45） | 陣內賴彥（45） |  |  | 陣內真緒（9）    | 陣內真緒（9）    | 陣內真緒（9）    | 陣內真緒（9）    | 陣內真緒（9）    | 陣內真緒（9）    |
|                  |                  |                  |                  |                  |                  |  |  |                  |                  |                  |                  |                  |                  |  |  |                |                |                |                |                |                |  |  |                  |                  |                  |                  |                  |                  |
|                  |                  |                  |                  |                  |                  |  |  |                  |                  |                  |                  |                  |                  |  |  |                |                |                |                |                |                |  |  |                  |                  |                  |                  |                  |                  |
|                  |                  |                  |                  |                  |                  |  |  |                  |                  |                  |                  |                  |                  |  |  | 陣內典子（37） | 陣內典子（37） | 陣內典子（37） | 陣內典子（37） | 陣內典子（37） | 陣內典子（37） |  |  | 陣內真悟（6）    | 陣內真悟（6）    | 陣內真悟（6）    | 陣內真悟（6）    | 陣內真悟（6）    | 陣內真悟（6）    |
|                  |                  |                  |                  |                  |                  |  |  |                  |                  |                  |                  |                  |                  |  |  | 陣內典子（37） | 陣內典子（37） | 陣內典子（37） | 陣內典子（37） | 陣內典子（37） | 陣內典子（37） |  |  | 陣內真悟（6）    | 陣內真悟（6）    | 陣內真悟（6）    | 陣內真悟（6）    | 陣內真悟（6）    | 陣內真悟（6）    |
|                  |                  |                  |                  |                  |                  |  |  | 陣內萬作（68）   | 陣內萬作（68）   | 陣內萬作（68）   | 陣內萬作（68）   | 陣內萬作（68）   | 陣內萬作（68）   |  |  | 陣內邦彥（42） | 陣內邦彥（42） | 陣內邦彥（42） | 陣內邦彥（42） | 陣內邦彥（42） | 陣內邦彥（42） |  |  |                  |                  |                  |                  |                  |                  |
|                  |                  |                  |                  |                  |                  |  |  | 陣內萬作（68）   | 陣內萬作（68）   | 陣內萬作（68）   | 陣內萬作（68）   | 陣內萬作（68）   | 陣內萬作（68）   |  |  | 陣內邦彥（42） | 陣內邦彥（42） | 陣內邦彥（42） | 陣內邦彥（42） | 陣內邦彥（42） | 陣內邦彥（42） |  |  |                  |                  |                  |                  |                  |                  |
|                  |                  |                  |                  |                  |                  |  |  |                  |                  |                  |                  |                  |                  |  |  |                |                |                |                |                |                |  |  | 陣內加奈（2）    |                  |                  |                  |                  |                  |
|                  |                  |                  |                  |                  |                  |  |  |                  |                  |                  |                  |                  |                  |  |  |                |                |                |                |                |                |  |  |                  |                  |                  |                  |                  |                  |
|                  |                  |                  |                  |                  |                  |  |  |                  |                  |                  |                  |                  |                  |  |  | 陣內奈奈（32） |                |                |                |                |                |  |  |                  |                  |                  |                  |                  |                  |
|                  |                  |                  |                  |                  |                  |  |  |                  |                  |                  |                  |                  |                  |  |  | 陣內克彥（40） | 陣內克彥（40） | 陣內克彥（40） | 陣內克彥（40） | 陣內克彥（40） | 陣內克彥（40） |  |  | 陣內了平（17）   | 陣內了平（17）   | 陣內了平（17）   | 陣內了平（17）   | 陣內了平（17）   | 陣內了平（17）   |
|                  |                  |                  |                  |                  |                  |  |  |                  |                  |                  |                  |                  |                  |  |  | 陣內克彥（40） | 陣內克彥（40） | 陣內克彥（40） | 陣內克彥（40） | 陣內克彥（40） | 陣內克彥（40） |  |  | 陣內了平（17）   | 陣內了平（17）   | 陣內了平（17）   | 陣內了平（17）   | 陣內了平（17）   | 陣內了平（17）   |
| 陣內德衛（已逝） | 陣內德衛（已逝） | 陣內德衛（已逝） | 陣內德衛（已逝） | 陣內德衛（已逝） | 陣內德衛（已逝） |  |  | 陣內侘助（41）   | 陣內侘助（41）   | 陣內侘助（41）   | 陣內侘助（41）   | 陣內侘助（41）   | 陣內侘助（41）   |  |  |                |                |                |                |                |                |  |  | 陣內祐平（7）    | 陣內祐平（7）    | 陣內祐平（7）    | 陣內祐平（7）    | 陣內祐平（7）    | 陣內祐平（7）    |
| 陣內德衛（已逝） | 陣內德衛（已逝） | 陣內德衛（已逝） | 陣內德衛（已逝） | 陣內德衛（已逝） | 陣內德衛（已逝） |  |  | 陣內侘助（41）   | 陣內侘助（41）   | 陣內侘助（41）   | 陣內侘助（41）   | 陣內侘助（41）   | 陣內侘助（41）   |  |  |                |                |                |                |                |                |  |  | 陣內祐平（7）    | 陣內祐平（7）    | 陣內祐平（7）    | 陣內祐平（7）    | 陣內祐平（7）    | 陣內祐平（7）    |
|                  |                  |                  |                  |                  |                  |  |  |                  |                  |                  |                  |                  |                  |  |  | 陣內由美（38） | 陣內由美（38） | 陣內由美（38） | 陣內由美（38） | 陣內由美（38） | 陣內由美（38） |  |  | 陣內恭平（0）    | 陣內恭平（0）    | 陣內恭平（0）    | 陣內恭平（0）    | 陣內恭平（0）    | 陣內恭平（0）    |
|                  |                  |                  |                  |                  |                  |  |  |                  |                  |                  |                  |                  |                  |  |  | 陣內由美（38） | 陣內由美（38） | 陣內由美（38） | 陣內由美（38） | 陣內由美（38） | 陣內由美（38） |  |  | 陣內恭平（0）    | 陣內恭平（0）    | 陣內恭平（0）    | 陣內恭平（0）    | 陣內恭平（0）    | 陣內恭平（0）    |

## 設定

### OZ的密碼
雖然OZ使用了2056位數的密碼，被稱為世界第一的安全機制；但是在劇中卻有55位來自世界各地的人在一夜之間就把密碼解開了。
值得一提的是，密碼的解答是"the magic words are squeamish ossifrage To know is to know that you know nothing That is the true meaning of knowledge"。開頭的部分取自RSA-129的解答。RSA-129有129個十進位數位（426位），在 1977 年那個年代，據估計用當時最新的分解法，需要 4×1016 年（4京年）的時間才能完成。然而 17 年後，透過網路上600 位自告奮勇人士的努力，連同使用了總數達 1600 部的電腦，終於在1994 年 4 月 26 日成功地將其解開。到了2015年，使用開源的CADO-NFS 軟體，同一個RSA-129的分解大約能在一天內完成。

## 發展

### 概念發想

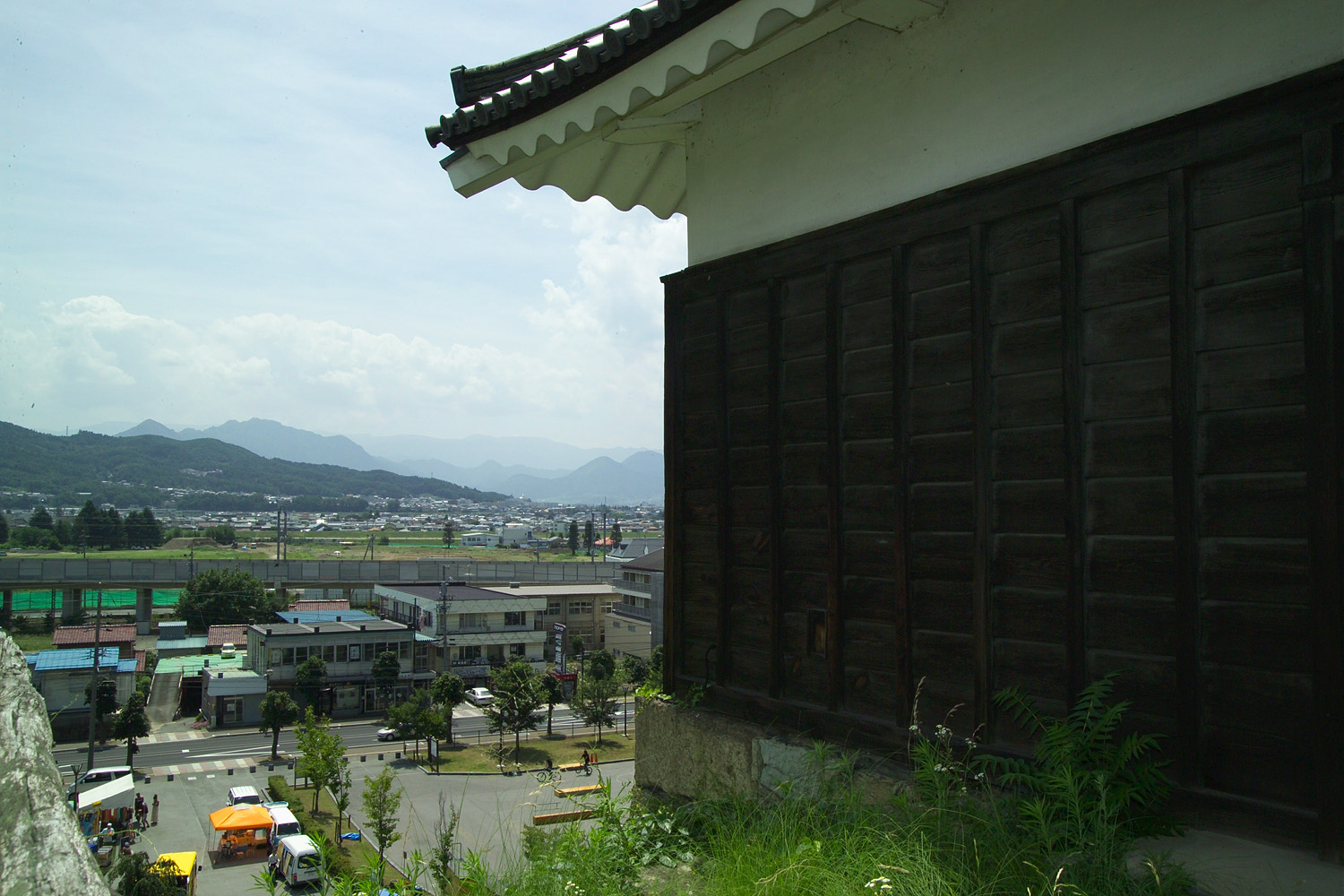
從上田城西櫓觀看長野縣上田市的景觀，《夏日大作戰》的故事發生的地理背景便是以此為基礎，照片攝於2008年8月8日

在細田守第一部完整長度的原創作品《跳躍吧！時空少女》獲得商業性的成功後，日本動畫製作公司MADHOUSE隨即開始策劃製作下一部電影。MADHOUSE在拍攝電影前先開始要求製作團隊編寫新穎的故事劇本以供參考，而導演細田守選擇了兩個家庭背景截然不同的人物來作為故事發想的開頭。細田在與劇本作者奥寺佐渡子討論之後，決定要構思出一個同時包含以及與陌生家庭互動的故事。同時細田守也決定將《夏日大作戰》故事發生的場景設定在他本人實際生活的城鎮，同時細田將其出生地富山縣過去是真田氏家族領地的故事也加入《夏日大作戰》的劇情之中。在與自己未婚妻於上田市的家族成員一一接觸後，細田也決定把這個作為《夏日大作戰》中陣內家族的範本。而故事劇情的基礎則是來自細田守於2000年擔任導演時所拍攝的短篇電影《數碼寶貝大冒險 我們的戰爭遊戲！》，其中在《夏日大作戰》之中人們在虛擬世界中的分身便被視作《數碼寶貝大冒險 我們的戰爭遊戲！》裡的數碼寶貝。因为当年在《數碼寶貝大冒險》電影制作时受到許多限制致使無法完整展现剧情，于是在本電影製作之中細田便希望能夠使用更長的時間來完整表達先前的構想。到了2006年開始，MADHOUSE正式展開《夏日大作戰》電影的企畫與動畫的製作工程。其后藝術總監武重洋二在經討論後決定在動畫背景部分加入日本傳統建築。同時製作的過程中，細田也堅持整個故事包含主角在內要有80名家族成員出現的決定。
細田守曾在接受2009年羅加諾國際影展訪問時表示，自己一直以來不斷嘗試拍攝一部「故事能被廣泛接受，不被性別或年紀所約束，並且適合在夏季的電影院裡放映且闔家觀賞的電影」，並且認為故事的基本內容大概就是「一個普通家庭成功拯救世界」的想法。而在2009年接受新加坡亞洲動畫節採訪時則表示在拍攝《跳躍吧！時空少女》之前自己並沒有想過讓「家庭」成為影片的主題，但在結婚後自己對於家庭的觀感便有所改變，進而讓「家庭」列為《夏日大作戰》故事中重要的主題設定並且成為影片中最大的特色之一。在這次採訪中他也提到自己的家庭觀：「有時和新的家庭成員相處並不容易，那需要很大的努力，但你也可以和完全陌生的人建立深刻的關係……」而在其他影展上，細田也多次表示他的婚姻與家庭成為《夏日大作戰》故事的重要基礎。而在接受NHK名古屋放送局節目採訪時細田守則進一步的表示：「由於我本身是獨子，而父母在很早的時候便已經逝世了，因此妻子一家彼此之間的家庭關係給我留下很深刻的印象。」，而細田在接受其他節目採訪時細田則說陣內家族的互動關係其靈感便來自於妻子與家族之間的互動。
《夏日大作戰》在經討論後決定選擇將故事中陣內家族的所在地設定在現實生活中的長野縣上田市，除了因為該處與細田守的故鄉富山市極為接近外，同時主要也是因為當地是戰國時代著名武家真田氏所管轄的土地，這也在之後成為陣内家族的發展背景。而在開始製作動畫的同一時間，細田守也多次前往參觀他於當地即將與未婚妻居住的房屋，並且在與妻子家人的生活過程中了解更多當地歷史。另外有關電影裡同樣有重要地位、能夠藉由手機、電腦或電視交流的社交網站「OZ」，則是細田守在東映動畫任職時在一家超級市場內所想到的概念。在2009年的訪談中細田守表示雖然「OZ」與第二人生概念相似，但依照自己的經驗來講「OZ」應該更接近日本社交網站mixi的想法。

### 動畫製作

《夏日大作戰》中出現的陣內家族其位在上田市郊區的傳統日式住宅

除了由細田首次擔任整部原創動畫的導演外，MADHOUSE也沿用了原先於2006年推出《跳躍吧！時空少女》的電影製作團隊來繼續製作《夏日大作戰》，這包括有擔任編劇的奥寺佐渡子、負責角色設計的貞本義行、擔任動作作畫監督的青山浩行、擔任美術監督的武重洋二以及擔任主動畫師的西田達三等人，此外MADHOUSE也邀請Digital Frontier（デジタル・フロンティア）協助設計「OZ」的外貌與人物形象。《夏日大作戰》在動畫製作上同時採用了傳統動畫與電腦動畫的技術，由貞本負責人物的設定插圖、青山負責監督現實生活中出現的場景動畫、西田負責監督虛擬世界「OZ」所呈現的視覺效果，並最後由武重洋二來負責統整《夏日大作戰》所呈現的效果。
在動畫製作的過程中數度拜訪上田當地後，細田守向曾有於吉卜力工作室工作經驗、且擔任製作團隊場景美術監督的武重洋二應該要把日本傳統屋舍元素放入電影之中，此外也要求盡可能真實描繪出上田市的城鎮與上田電鐵別所線等地景觀。另外原本主要規畫參考任天堂顏色風格與設計的「OZ」視覺效果，則多次被其他網站與評論家拿其與藝術家村上隆的作品進行比較，甚至連細田守在之後也坦承兩者十分相似。不過細田守在之後提到儘管他本人十分欣賞村上隆的藝術作品，對於「OZ」的設計他表示：「在我心裡，並沒有打算將這些場景製作成像是村上隆的風格。簡單來講我只想呈現出一種乾淨、整齊的感覺，而這種簡單的視覺風格十分吸引我。」不過在這之前，細田便曾受村上隆的邀請為路易·威登一同推出展示動畫《Superflat Monogram》。另外細田也特意在影片中穿插有關日本設計的小行星探測器隼鳥號，除了由於控制中心就位於鄰近的佐久市外，他表示之所以加入小行星探測器亦是為了能夠幫助日本的太空探索計畫。
最終《夏日大作戰》整部動畫總共花了3年的時間來製作，MADHOUSE負責人丸山正雄在2009年舉辦的Otakon上表示電影之所以比平均製作時間還要來得長，主要原因在於作為導演的細田守堅持要納入陣內家族近龐大成員來作為主要角色。之後丸山便以此嘲弄細田，要求他接下來拍攝的電影只能有2個主要角色，並且也只能花2年的時間來拍攝。同時在訪談中丸山還提到在繼2009年8月推出《夏日大作戰》，MADHOUSE打算自2010年開始準備每一季都能夠上映一部與季節相關的電影作品，之後的作品包括有2009年11月推出《新子與千年魔法》、2009年12月推出的《午夜企鵝》（よなよなペンギン）與2010年10月推出的《超時空甩尾》等。

## 音樂

### 主題曲
《夏日大作戰》的片尾曲《我們的夏日夢》（僕らの夏の夢）是創作歌手山下達郎所編寫演唱，並在2009年8月19日由日本華納音樂發行單曲CD。另外在這張CD中除了收錄同名歌曲《我們的夏日夢》的演唱版與卡拉OK版本外，亦收錄了包含2首與電影無關的歌曲；其中第二首歌曲《MUSE》也收錄了演唱版本與卡拉OK版本，而第三首歌曲《阿童木之子》（アトムの子）則是收入了現場演奏的版本。單曲則在Oricon音樂榜排名中，最高紀錄到達第八名之譜。

### 原聲帶
2009年7月9日日本娛樂公司VAP發行了《夏日大作戰》的電影配樂CD《「Summer Wars」Original Sound Track》（「サマーウォーズ」 オリジナル・サウンドトラック），這張專輯一共包含了18首曲目，全都由松本晃彥一人創作編曲而成。在正式銷售後於Oricon公信榜的音樂項目上停留4周之久，而最高排名則一度到達112名。
| 「Summer Wars」 Original Soundtrack | 「Summer Wars」 Original Soundtrack | 「Summer Wars」 Original Soundtrack |
| 曲序                                | 曲目                                | 时长                                |
| ----------------------------------- | ----------------------------------- | ----------------------------------- |
| 1.                                  | 虛擬都市OZ（仮想都市OZ）                      | 2:53                                |
| 2.                                  | Overture of the Summer Wars         | 4:41                                |
| 3.                                  | 陣內家（陣内家）                          | 1:39                                |
| 4.                                  | 侘助（）                            | 1:18                                |
| 5.                                  | 2056                                | 1:06                                |
| 6.                                  | 愉快犯（愉快犯）                          | 5:19                                |
| 7.                                  | King Kazma                          | 3:07                                |
| 8.                                  | 健二（）                            | 1:02                                |
| 9.                                  | 榮的活躍（栄の活躍）                        | 3:09                                |
| 10.                                 | 陣內家的團結（陣内家の団結）                    | 5:38                                |
| 11.                                 | 再度戰鬥（戦闘ふたたび）                        | 3:29                                |
| 12.                                 | 崩壞（）                            | 1:42                                |
| 13.                                 | 書信（）                            | 3:30                                |
| 14.                                 | 每個人的勇氣（みんなの勇気）                    | 1:34                                |
| 15.                                 | 1億5千萬的奇蹟（1億5千万の奇跡）                  | 3:34                                |
| 16.                                 | 最後的危機（最後の危機）                      | 1:14                                |
| 17.                                 | The Summer Wars                     | 1:53                                |
| 18.                                 | Happy End                           | 2:17                                |
| 总时长：                            | 总时长：                            | 49:07                               |

## 發行

### 作品推廣

《夏日大作戰》的電影標題。

《夏日大作戰》最早是在2008年東京國際動畫博覽會上由MADHOUSE發表細田守將會拍攝新的動畫電影，而「Summer Wars」這個名字則是在同年12月出版的月刊《Newtype》上正式公佈。其中在文字刊載的報導中《夏日大作戰》多是以「這是一場新的戰爭。」（これは新しい戦争だ。）作為標題，而在宣傳海報上則是以「『連結』，就是我們的武器」（「つながり」 こそが、 ボクらの武器。）做為副標題使用。與此同時受到《跳躍吧！時空少女》其營銷策略上獲得了普遍性的成功，角川書店旗下的角川映畫公司也透過他們自己的YouTube頻道針對日本國內外的影迷進行宣傳。2009年4月8日總長1分鐘HD畫質的預告片發布，之後在6月16日時另外又推出了影片時間更長的預告片內容。到了7月29日，日本多媒體網站雅虎電影（Yahoo! Movies）開始放映電影前5分鐘的片段影像，而角川也在數天後於Youtube頻道上播出同樣的片段來讓其他國際影迷也能了解。除此之外，《夏日大作戰》還推出了2個長度約15秒的電視廣告以增加人氣。而在影片正式放映之前，丸山正雄則表示：「這部電影應該十分受到大眾歡迎，因為預售出去的門票數量都十分的驚人。」

### 電影上映
《夏日大作戰》在2009年8月1日於日本127家電影院首次上映，隨後便在第一周票房成績獲得將近1,338,772美元的成績排名當周第七名的位置；到了影片於電影院放映檔期4個月結束後，《夏日大作戰》在日本票房上總共獲得17,425,019美元的收益。在2009年8月12日《夏日大作戰》則在韓國CJ Entertainment代理之下於118家電影院上映，首周便於電影院獲得約369,156美元的票房成績排名韓國電影排行榜的第八名，而總體播放的收益則有783,850美元。2010年2月25日《夏日大作戰》則由Cathay Organisation代理下於新加坡3家影院中上映，首周票房成績約為14,660美元且於當周電影排行榜上排名第十七名，而影片播放後總共獲得29,785美元的金額。其他還有於2010年6月4日由曼迪傳播代理下於台灣上映、2010年6月9日由Kazé代理下於法國電影院Eurozoom上映、2010年8月12日由VIZ Media Switzerland代理下於德國首映、2011年2月25日由Finnkino代理於丹麥上映以及2011年4月4日由Vision代理於波蘭上映。另外在2010年Otakon上，Funimation Entertainment宣布將會在2010年12月3日時以限量發行（Limited release）的方式於美國吉尼·席斯科影藝中心（Gene Siskel Film Center）上映，在播放當周則以1,412美元的成績獲得上映當周周末票房第七十六名的成績，而在上映結束後一共獲得80,678美元的成績。而截至2010年6月時《夏日大作戰》結束其於電影院的播映後，總共在全世界獲得18,353,560美元的票房成績。
2019年11月28日，據報導，《夏日大作戰》的十週年紀念4DX版將於2020年1月17日在日本上映，臺灣檔期與日本同步。2023年，為了紀念《跳躍吧！時空少女》、《夏日大作戰》電影紀念日（《穿越时空的少女》為7月13日，《夏日大作戰》為8月1日），日本排定於全國104間電影院限時播映兩作，其中《跳躍吧！時空少女》限時播映期間為7月7日至7月20日，《夏日大作戰》限時播映期間為7月28日至8月10日。

### 特別播放
在2009年10月舉辦的香港國際電影節中，《夏日大作戰》被選為優先放映電影之一。同年11月20日時，則於英國舉辦的第23屆列斯國際電影節（Leeds International Film Festival）公開放映。在2010年2月26日舉行的年度紐約國際兒童影展（New York International Children's Film Festival）作為開幕影片，這也是《夏日大作戰》首度於北美地區進行放映，活動中也邀請擔任導演的細田守出席當天晚上的開幕儀式。在放映電影後細田則透過翻譯的協助，一一回答觀眾對於電影內容的問題。之後細田守在2010年3月1日再度前往麻省理工學院所主辦的比較媒體研究課程上，免費公開放映《夏日大作戰》的電影內容並回答觀眾的提問。其他國際影展放映的場合還包括在2010年6月14日澳洲雪梨電影節（Sydney Film Festival）播放部分重要片段，以及2010年8月8日墨爾本國際電影節（Melbourne International Film Festival）播出。另外在2010年11月20日時，則首次於紐約國際兒童影展再度播出英語配音版本的《夏日大作戰》。另外在2010年2月23日時，法國巴黎的UGC cine cite les halles也舉辦了《夏日大作戰》的特別放映活動，同樣也邀請導演細田守與參與的觀眾進行問答。2022年7月，《夏日大作戰》和細田守的次作《狼的孩子雨和雪》、《龍與雀斑公主》於法國巴黎日本博覽會細田守影展單元出展，其中本片排定於7月15日撥映。

### 家庭媒體
2010年3月3日，MADHOUSE開始於日本發行《夏日大作戰》的DVD與藍光光碟版本，並且隨即於各自的第一周銷售排行榜上同時獲得第一名的榮譽。在發售的第一周便登上藍光動畫銷售排行榜的第一名，並且以賣出約54,000份的成績打破過去《福音戰士新劇場版：序》所保持49,000份的銷售紀錄。而《夏日大作戰》的銷售成績也一度攀升成為日本藍光光碟動畫部門首周銷售量的第一名，並以僅次於《麥可傑克森 未來的未來 演唱會電影》約261,000份的成績成為歷年以來總藍光光碟銷售排行榜的第二名。但是隔週3月22日發行的《機動戰士鋼彈 UC》則以54,000份打破《夏日大作戰》的紀錄，同年5月才發行的《福音戰士新劇場版：破》所提供的預售數字也以88,000份的成績超過《夏日大作戰》的首周銷售量。此外在Oricon動畫DVD銷售排行榜上，《夏日大作戰》則同樣在首周以賣出55,375份的成績登上第一名的位置，這也是第二部打破2008年9月1日推出的《Code Geass 反叛的魯路修》DVD光碟銷售紀錄之作品。另外在2012年7月11日時，MADHOUSE推出了限定時間發售的DVD版本，其中在特別介紹影片中加入了《狼的孩子雨和雪》的電影預告片。
在歐洲地區方面，法國動漫經銷商Kazé於2010年11月26日發布了《夏日大作戰》的DVD和藍光光碟版本，同樣地也於義大利代理銷售DVD和藍光光碟。而在2010年1月5日時英國的發行商Manga Entertainment宣佈他們已經取得《夏日大作戰》的發行權，並且於2011年3月時正式在英國發行DVD與藍光光碟版本。德國則是在2010年11月26日時，由VIZ Media Switzerland代理銷售《夏日大作戰》的DVD和藍光光碟版本。而北美地區部分，Funimation Entertainment則在2011年2月15日推出《夏日大作戰》的DVD與藍光光碟版本。其中在第一批的光碟版本中除了有限量附贈有藝術卡片外，还包含了独具匠心设计的「OZ」封套。因預購數量超出預期加之产品要花費較多時間製作，Funimation Entertainment随即发布申明如果沒有收到卡片的客戶尽快在官网响应以便得到相应补偿。

## 周邊商品
受到《跳躍吧！時空少女》的成功讓《夏日大作戰》上映前便獲得一定程度的期待，MADHOUSE的合作公司、同時也是《跳躍吧！時空少女》發行商的角川書店為了增加宣傳頻率而對影片大力宣傳外，同時也以授權的方式陸陸續續在其他媒體上推出相關連的漫畫、雜誌作品。首先在2009年7月時，由杉基鮭魚子根據貞本義行的人物設計與電影內容所改編而成的同名漫畫《夏日大作戰》於角川書店的漫畫雜誌《Young Ace》上連載。單行本第一卷則於8月10日進行發售，並以賣出51,645本的成績登上Oricon漫畫銷售排行版的第二十三名；第二卷則在2010年2月4日發售，同樣賣出53,333本的銷售量登上銷售排行版的第十二名。於2010年6月号結束連載，單行本全3卷。另於2013年發售全2卷文庫版。
單行本
| 卷數 | 角川書店     | 角川書店               | 台灣角川       | 台灣角川               |
| 卷數 | 發售日期     | ISBN                   | 發售日期       | ISBN                   |
| ---- | ------------ | ---------------------- | -------------- | ---------------------- |
| 1    | 2009年8月5日 | ISBN 978-4-04-715296-0 | 2010年7月21日  | ISBN 978-986-237-731-4 |
| 2    | 2010年2月2日 | ISBN 978-4-04-715377-6 | 2010年8月18日  | ISBN 978-986-237-794-9 |
| 3    | 2010年7月1日 | ISBN 978-4-04-715474-2 | 2010年11月26日 | ISBN 978-986-237-932-5 |

文庫版
| 卷數 | 角川書店      | 角川書店               |
| 卷數 | 發售日期      | ISBN                   |
| ---- | ------------- | ---------------------- |
| 上   | 2013年6月21日 | ISBN 978-4-04-100906-2 |
| 下   | 2013年6月21日 | ISBN 978-4-04-100907-9 |

另外具有外傳性質、由上田夢人繪製的漫畫《夏日大作戰 King Kazuma vs Queen OZ》（サマーウォーズ キング・カズマvsクイーン・オズ）則刊載於《月刊Comp Ace》雜誌2009年7月號，故事背景設定於《夏日大作戰》1年以前並且以佳主馬作為故事主角，單行本全2卷。
| 卷數 | 角川書店      | 角川書店               |
| 卷數 | 發售日期      | ISBN                   |
| ---- | ------------- | ---------------------- |
| 1    | 2010年3月6日  | ISBN 978-4-04-715398-1 |
| 2    | 2010年10月7日 | ISBN 978-4-04-715505-3 |

此外2010年7月3日時，角川書店也推出了《夏日大作戰 公式漫畫集》（サマーウォーズ 公式コミックアンソロジー）介紹漫畫內容。
| 卷數 | 角川書店     | 角川書店               | 台灣角川      | 台灣角川               |
| 卷數 | 發售日期     | ISBN                   | 發售日期      | ISBN                   |
| ---- | ------------ | ---------------------- | ------------- | ---------------------- |
| 全   | 2010年7月1日 | ISBN 978-4-04-715480-3 | 2011年7月30日 | ISBN 978-986-287-265-9 |

另外角川文庫也在2009年7月25日推出由岩井恭平編寫的小說版本《夏日大作戰》，中国大陆由天闻角川代理、湖南美术出版社發行。於2018年出了加筆修正版，添加新的插畫。
| 卷數 | 角川書店      | 角川書店               | 湖南美术出版社 | 湖南美术出版社         |
| 卷數 | 發售日期      | ISBN                   | 發售日期       | ISBN                   |
| ---- | ------------- | ---------------------- | -------------- | ---------------------- |
| 全   | 2009年7月25日 | ISBN 978-4-04-428822-8 | 2010年10月     | ISBN 978-75-3563-912-7 |

加筆修正版
| 卷數 | 角川書店      | 角川書店               | 台灣角川      | 台灣角川               |
| 卷數 | 發售日期      | ISBN                   | 發售日期      | ISBN                   |
| ---- | ------------- | ---------------------- | ------------- | ---------------------- |
| 全   | 2012年6月30日 | ISBN 978-4-04-100394-7 | 2018年7月10日 | ISBN 978-957-564-406-2 |

同年8月15日則由角川翼文庫（角川つばさ文庫）則發行改由蒔田陽平撰寫的另一個小說版本。
| 卷數 | 角川書店      | 角川書店               | 台灣角川      | 台灣角川               |
| 卷數 | 發售日期      | ISBN                   | 發售日期      | ISBN                   |
| ---- | ------------- | ---------------------- | ------------- | ---------------------- |
| 全   | 2009年8月15日 | ISBN 978-4-04-631042-2 | 2011年7月20日 | ISBN 978-986-237-928-8 |

角川Sneaker文庫也在2010年8月1日推出了外傳性質的《夏日大作戰 OZ危機》（サマーウォーズ クライシス・オブ・OZ），小說以佳主馬為主角並且將故事背景設定於《夏日大作戰》前3個月。
| 卷數 | 角川書店      | 角川書店               | 台灣角川      | 台灣角川               |
| 卷數 | 發售日期      | ISBN                   | 發售日期      | ISBN                   |
| ---- | ------------- | ---------------------- | ------------- | ---------------------- |
| 全   | 2010年7月31日 | ISBN 978-4-04-474008-5 | 2012年4月26日 | ISBN 978-986-287-656-5 |

此外角川書店也在MADHOUSE與《Newtype》協助下，於2009年7月28日發行《夏日大作戰 公式資料解說書 SUMMER DAYS MOMORY》（サマーウォーズ 公式ガイドブック SUMMER DAY MEMORY）介紹電影內容。
| 卷數 | 角川書店      | 角川書店               | 台灣角川       | 台灣角川               |
| 卷數 | 發售日期      | ISBN                   | 發售日期       | ISBN                   |
| ---- | ------------- | ---------------------- | -------------- | ---------------------- |
| 全   | 2009年7月28日 | ISBN 978-4-04-854377-4 | 2010年12月31日 | ISBN 978-986-237-966-0 |

另外《夏日大作戰》中所出現的日本傳統卡片遊戲花札也成為一度流行的事物，除了因為在故事劇情中花札是陣內家常玩的遊戲外，同時在與「Love Machine」於虛擬世界戰鬥中也成為關鍵性的角色。在《夏日大作戰》上映後日本社會對花札以及來來的關注度呈現指數性的成長，而在2010年4月開始便由遊戲公司獲得授權於Android平台和iPhone與iPad平台上推出相關遊戲《夏日大作戰花札來來》（サマーウォーズ花札KOIKOI）。

## 評價

### 媒體評論
自2009年開始，《夏日大作戰》普遍受到許多社會大眾與影片評論家的正面評價。爛番茄根據各方評論中提到大約有76%的評家都願意給《夏日大作戰》正面評價，其中在21個不同評分紀錄中《夏日大作戰》平均能從10分之中拿到7分，該網站的共識評論寫道：「輕快且有趣，融合家庭劇與虛擬線上動作片的《夏日大作戰》」。而標準分數評分系統探討影片內容的Metacritic則表示電影獲得「普遍良好」的評價，其中在12名主流影片評論家中都願意給《夏日大作戰》63分的評價。在網際網路電影資料庫，本片平均得分7.4（滿分10分），排名該網站2009年最佳動畫電影第4名。
《日本時報》電影評論家馬克·席林（Mark Schilling）在訪談中提到願意給《夏日大作戰》5顆星滿分的評價，並在根據其觀察影片的結果提到：「《夏日大作戰》或許包含著許多令人熟悉的元素，從一個天真且害羞的年輕主人公開始，但以極為新鮮的方式將當代元素與令人眩目的想像混合在一起」。他還提到這部影片透過虛擬世界與數位生活的差異，來評論現代社會的運作模式。另外席林還特別將這篇訪談命名為「未來的動畫大師可能已經在我們身邊；細田守藉由這部耀眼的電影步出宮崎駿的影子」，並且還讚揚角色設計師貞本義行、作畫監督青山浩行與西田達三等人「製作出動畫中出現的壯觀的場景、令人目眩神迷的流暢動作以及不受限制的耀眼創意呈現，讓這部以科幻為題材的動畫看起來完全不幼稚或者沉悶」。韓國Herald Media則在自家報紙評論中提到，看到《夏日大作戰》的獨特的題材和華麗的動畫能夠馬上與好萊塢電影公司的作品有所區別。而雜誌《Neo》則提到《夏日大作戰》與細田守先前的作品《數碼寶貝大冒險 我們的戰爭遊戲！》十分的類似，並且認為《數碼寶貝大冒險 我們的戰爭遊戲！》很有可能就是《夏日大作戰》故事內容的原形。
Twitch Film的杜德·布朗（Todd Brown）則表示在細田拍完《跳躍吧！時空少女》後，他便已經被公認有資格擔任宮崎駿的後繼者；而在拍攝《夏日大作戰》之後他真的成為新一代的動畫大師，並且是全日本乃至於全世界最擅長以動畫媒體說故事的高手。他讚揚在《夏日大作戰》中「有著豐富的內容、華麗的描述與絢麗的畫面，並且可以感受到片中大量角色各自迷人且真實的性格特質」，並且提到：「細田守完美地做到了通过豐富的視覺效果能让观众大饱眼福和打造讓人滿意且充滿個性的角色這兩種需求的平衡，讓他能夠從眾多擁有高超技巧的導演中脫穎而出，讓自己成為一名能夠述說著故事的高手。」而同樣身為Twitch Film評論家的居萊姆·羅塞特（Guillem Rosset）則認為「豐富多彩的角色是這部電影最大的優點」，而就技術層面來看《夏日大作戰》也可以說是「最高等級的視聽饗宴」，同時他也提到作為虛擬世界「OZ」的出現「讓充滿創造力的MADHOUSE能夠肆意放縱自己的想像力完成一項藝術作品」。而羅塞特在最後則表示：「細田守有資格獲得當代動畫大師的頭銜，而且很高興知道在宮崎駿退休之後（但希望不要太早）有人能繼承他的步伐。」
Otaku2評論家派翠克·加爾布雷思（Patrick W. Galbraith）則認為「OZ」的艺术风格與美术家村上隆的作品很相像，特別是皆擁有著「平整、光滑且表面光亮的外表」。另外針對《夏日大作戰》中出現有關長野縣的場景內容，加爾布雷思則認為「正是它對細節一絲不苟的態度，使其溫軟且居家」；而關於電影裡的故事劇情和人物角色，加爾布雷思則提到總是有著「如所有家族成員一同吃飯談天等溫馨和熱鬧的場景」，並且把電影比作「一本感人的书，一册记录着幾十年前一个家族印记的相册」。而在評論最後，加爾布雷思還特別寫道：「這部天真且俐落的作品就讓我不禁想起早先宮崎駿與吉卜力工作室工作的日子，再加上新海誠所製作的一流優秀背景構圖。」動畫新聞網的評論家賈斯汀·賽瓦基斯（Justin Sevakis）則給了《夏日大作戰》A級評價，並寫道：「幾十年以後，《夏日大作戰》將會被視為細田守真正成為歷史性重要動畫導演的代表作品。」他表示細田守的電影「幾乎完美的混合社會諷刺與科幻劇情、現代與永恆以及嘲諷與樂觀」，並且提到「《夏日大作戰》不追隨潮流而融入了敏銳的社會觀察性質，是這幾年難得一見的動畫作品之一」。另外針對貞本義行等人設計出來的動畫呈現與視覺效果，賽瓦基斯則提到製作團隊「仍保持一貫犀利且令人讚嘆的水準」，最後他在對《夏日大作戰》總結時則提到「讓人難以置信的娛樂效果、耐人尋味且值得省思的影片內容以及快節奏但容易理解的故事劇情，只能說是非常完美」。《紐約時報》電影評論家瑞秋·薩爾茲曼（Rachel Saltz）也給《夏日大作戰》正面的評價，並表示自己十分讚賞細田守對於故事內容的個人看法外；同時薩爾茲曼也提到「在故事中除了典雅的影像外，還搭配著極為俐落的作畫風格」，並且將視覺效果和主題呈現與另一名日本導演小津安二郎相互作比較。
《綜藝》的評論家彼得·德布吉（Peter Debruge）在審視動畫後認為細田守在故事安排上嘗試「讓那些令人費解的想法能夠讓那些難以取悅的青少年們了解，或者在這樣的背景下先於他們內心中埋下種子」，此外他也十分讚賞「OZ」所呈現出來的動畫特效。《The Boston Globe》影片評論家泰·伯爾（Ty Burr）則願意在4顆星中給《夏日大作戰》3顆星的分數，並表示他認為「《夏日大作戰》最有吸引力的是寂靜時候的呈現方式」，同時也讚賞奥寺佐渡子的文字魅力並提到「在以虛擬世界中家族歷史的堅持與彼此間的關係作為賭注，讓人不禁聯想到過去日本的影子」；另外他也讚揚「OZ」所呈現的視覺效果，提到「在視覺上全白的空間讓人不禁想要深入探索其中，但緊張又忙碌的操作過程卻又讓人好奇是否已經過時了」，對此伯爾指出影片中「最讓人耳目一新的或許是舊的事物也可能會變成全新的組合」。《洛杉磯時報》評論家凱文·湯瑪斯（Kevin Thomas）除了稱讚動畫所呈現出來的視覺效果外，並表示「《夏日大作戰》在對於『OZ』的詳盡描述另人感到十分滿意，搭配著浮在空間上的數個衛星般設施以及複雜繽紛的地面景緻」。湯瑪斯也提到《夏日大作戰》是「日本動畫中成功平衡了科幻小說特點與家庭永恆價值的極佳例子」，並且稱其為「已經超越一般日本動畫愛好者觀賞的內容，而是一部適合家庭觀賞、充滿複雜且心酸關係的娛樂作品」。
《舊金山紀事報》評論家彼得·哈特拉伯（Peter Hartlaub）則稱讚了細田守的故事風格，並表示「他所詮釋的角色與充滿動態的戰鬥畫面為影片增加了許多深度，使得寧靜的現實世界反而似乎是處於夢的狀態」。哈特拉伯也表示細田守的風格與宮崎駿或者是任天堂的元素十分相近，而在評論的結尾中寫道《夏日大作戰》是一部「充滿樂趣與驚喜的電影，而且內容中也出現最近未曾出現如同藝術般的住宅」，不過哈特拉伯也另外提到在開頭部分健二的性格有點過度偏僻。《紐約郵報》評論家穆塞托（V.A. Musetto）則只願意給《夏日大作戰》4顆星中的2顆星，表示《夏日大作戰》除了在故事結構上出現了嚴重的問題外，同時就故事風格上認為「原本應該讓人感到懸疑的科幻元素反而變成搞笑風格」。而《鄉村之聲》（The Village Voice）評論家尼可拉斯·拉波爾德（Nicolas Rapold ）則提到雖然影片視覺效果十分的優秀，然而「很難了解每個角色更加細節的事情，例如角色遇到無法接受的事情或者思考某事的細微想法等」。《華盛頓郵報》評論家史蒂芬妮·梅里（Stephanie Merry）則在4顆星評分中只願意給《夏日大作戰》2顆星，認為電影劇情已經是「公式化的戲劇張力與聊無趣味的故事內容」，並且認為夏希與健二的劇情實際上只不過是淡淡的黛博拉·梅辛（Debra Messing）式浪漫喜劇。《好萊塢報導》評論家弗蘭克·薛克（Frank Scheck）則认为虽然剧情在后期复杂化后造成部分观众费解，但电影自身“精湛的主題概念與絢麗的視覺效果”足以博得他们的欢心。
2022年4月，「Japan Web Magazine」評選30部不限年份的最佳日本動畫電影，《夏日大作戰》排名第13名。在《Paste (magazine)》評選前100名不限年份的最佳日本動畫電影中，排名第81名。

### 得獎紀錄
在國際獎項方面，《夏日大作戰》是第一部入圍進入瑞士2009年羅加諾國際影展的日本動畫電影，並且獲得2009年金豹獎的提名。而在影展進行時時也首次特別安排與漫畫作品進行結合，以藉此方式來向動畫產業表達敬意與感謝。雖然獲得許多觀眾支持的《夏日大作戰》最終並沒有在羅加諾國際影展中獲得任何獎項，瑞士當地報紙《日內瓦論壇報》（Tribune de Genève）則表示「這是我們認為在入圍的作品中所找到最棒的電影，並且最符合本次影展的主題『漫畫影響』（Manga Impact）」。同樣在澳洲亞太電影獎（Asia Pacific Screen Awards）上《夏日大作戰》獲得了最佳動畫的提名，但同樣也沒有獲得獎項。而在2009年10月3日舉辦的西班牙錫切斯影展上，《夏日大作戰》則在動畫類組之中獲得了最佳長篇動畫獎。此外《夏日大作戰》也參與了阿拉伯聯合大公國杜拜國際影展（Dubai International Film Festival）、第60屆德國柏林國際影展與法國第34屆安錫國際動畫影展的活動，並且在安那翰國際電影節（Anaheim International Film Festival）中觀眾票選獲得最佳動畫電影獎。另外Funimation Entertainment與GKIDS也在經過授權後，一同推薦《夏日大作戰》參與第83屆奧斯卡金像獎的最佳動畫片類組。而在2011年6月在沃蘇勒舉辦的第17屆沃蘇勒亞洲國際電影節中，《夏日大作戰》則與同樣由日本拍攝的《盜夢偵探》是唯二參與的動畫電影作品。
而在日本國內部分，《夏日大作戰》於2009年10月24日獲得了第24屆日本數位內容大賽經濟產業大臣獎，並且也獲得了2009年第13屆日本日本新媒體動漫藝術節動畫部門大獎。此外在2010年3月5日舉辦的第33屆日本電影金像獎中，《夏日大作戰》亦獲得了最佳動畫片獎以及其他4項電影獎項的榮譽。而在2010年舉辦的東京國際動畫博覽會上，《夏日大作戰》也獲得了年度最佳動畫和最佳影片獎的榮譽。而在製作團隊方面，細田守則在東京國際動畫博覽會獲得最佳導演獎，而其他還有奧寺佐渡子獲得最佳編劇獎、貞本義行獲得最佳藝術指導獎以及武重洋二獲得最佳角色設計獎。此外細田守還憑藉著2006年推出的《跳躍吧！時空少女》與《夏日大作戰》獲得安妮獎最佳導演的提名，在這之前日本僅有押井守、同樣屬於吉卜力工作室的宮崎駿與久石讓獲得安妮獎獎項的個別提名。

## 相關活動和後續餘波
細田守和齋藤優一郎陸續經歷《跳躍吧！時空少女》與《夏日大作戰》的合作後，齋藤優一郎正式離開MADHOUSE，此後細田守和齋藤優一郎為了製作《狼的孩子雨和雪》，創辦地圖工作室。伴隨著地圖工作室正式成立，《跳躍吧！時空少女》與《夏日大作戰》的版權也歸屬於地圖工作室。奧寺佐渡子接續在《狼的孩子雨和雪》擔任編劇，自從細田守製作《怪物的孩子》起，奧寺佐渡子未再擔任細田守的作品主要編劇。
2024年，為了紀念《夏日大作戰》在該年8月1日上映滿15周年，地圖工作室排定於同年6月30日在東京國際論壇A廳舉辦主題為「Enjoy！」的紀念音樂會。地圖工作室和日本通信教育機構Z会 ( Z-Kai ) 合作，製作以《夏日大作戰》男主角小磯健二視角敘事的上映15週年紀念廣告『給17歲的健二』，由小磯健二的聲演神木隆之介配音。地圖工作室公佈2024年7月26日起在日本國內141間電影院限時兩週放映《夏日大作戰》，作為故事舞台的長野縣上田市更在上田站配合15週年宣傳，張貼電影的暗號問題招集解題挑戰者。同期日本創意公司「NAKED」在7月26日至8月25日在京都二條城擺設數位攤位，宣傳電影上映15週年紀念。

## 外部連結
- 官方网站
- 夏日大作戰 - allcinema
- 夏日大作戰 - KINENOTE
- AllMovie上《夏日大作戰》的资料（英文）
- 互联网电影数据库（IMDb）上《夏日大作戰》的资料（英文）